# Burundi en los Juegos Olímpicos de Río de Janeiro 2016
Burundi confirmó su participación en los Juegos Olímpicos de 2016 en Río de Janeiro, Brasil, del 5 al 21 de agosto de 2016.
El atleta Olivier Irabaruta fue el abanderado en la ceremonia de apertura.

## Deportes
Atletismo
- Antoine Gakeme (800 metros masculino)
- Olivier Irabaruta (5000 metros y 10000 metros masculino)
- Pierre-Célestin Nihorimbere (maratón masculina)
- Abraham Niyonkuru (maratón masculina)
- Francine Niyonsaba (800 metros femenino)
- Diane Nukuri (10000 metros femenino y maratón)

Judo
- Antoinette Gasongo (-52 kg femenino)

Natación
- Billy-Scott Irakose (estilo libre 50 metros masculino)
- Elsie Uwamahoro (estilo libre 50 metros femenino)